# Zibalai
Zibalai is een plaats in de gemeente Širvintos in het Litouwse district Vilnius. De plaats telt 165 inwoners (2001).